# Brendan Augustine
Brendan Augustine (East London, 26 ottobre 1971) è un ex calciatore sudafricano, di ruolo attaccante.

## Palmarès

### Club

#### Competizioni nazionali
- Coppa di Lega sudafricana: 1

Ajax Cape Town: 2000